# Astragalus raphaelis
Astragalus raphaelis là một loài thực vật có hoa trong họ Đậu. Loài này được Ferro miêu tả khoa học đầu tiên.